# روث ونش
روث ونش (بالإنجليزية: Ruth Winch)‏ مواليد 25 أغسطس 1870 في وايت - الوفاة 9 يناير 1952 في أنغلزي، كانت لاعبة كرة مضرب إنجليزية. سبق أن شاركت في دورة الألعاب الأولمبية الصيفية وأحرز الميدالية البرونزية.

## الميداليات
| الميدالية | المسابقة                       |
| --------- | ------------------------------ |
| برونزية   | الألعاب الأولمبية الصيفية 1908 |

## روابط خارجية
- روث ونش على موقع الاتحاد الدولي لكرة المضرب (الإنجليزية)
- روث ونش على موقع اللجنة الأولمبية الدولية (الإنجليزية)
- روث ونش على موقع أوليمبيديا (الإنجليزية)